# Nam Ki-won
Nam Ki-won (koreanisch 남기원; * 26. Mai 1966 in Boryeong) ist ein südkoreanischer Para-Tischtennisspieler der paralympischen Startklasse TT 1. Er wurde einmal mit der Mannschaft Weltmeister. Zudem gewann er mehrere Medaillen bei Asienspielen sowie Asienmeisterschaften. Seit September 2019 steht er durchgängig auf Platz 3 der IPTTF-Weltrangliste seiner Klasse.

## Werdegang
Nam Ki-won erlitt 1996 bei einem Verkehrsunfall eine Rückenmarksverletzung und musste fünfzehn Jahre im Bett bleiben. Infolgedessen tritt er seitdem im Para-Tischtennis in der Startklasse TT 1 auf. 2013 wurde er mit der Mannschaft Asienmeister, im Einzel holte er Bronze. Ein Jahr später sicherte sich der Südkoreaner – erneut mit der Mannschaft – Gold bei der Weltmeisterschaft. Er qualifizierte sich für die Paralympics 2016, wo er nach einem Sieg im Spiel um Platz Bronze gewann. Auch das Jahr 2019 verlief für Nam sehr erfolgreich: Bei den Spanish, Slovenia und Japan Open errang er jeweils zwei Medaillen.

## Titel und Erfolge im Überblick

### Paralympische Spiele
- 2016 in Rio de Janeiro: Bronze in der Einzelklasse 1

### Asienmeisterschaften
- 2013 in Peking: Bronze in der Einzelklasse 1, Gold mit der Mannschaft in Klasse 4
- 2017 in Peking: Bronze in der Einzelklasse 1

### Asienspiele
- 2018 in Jakarta: Gold in der Einzelklasse 1, Gold mit der Einzelklasse 1–2

### Weltmeisterschaften
- 2014 in Peking: Gold mit der Mannschaft in Klasse 1
- 2017 in Bratislava: Silber mit der Mannschaft in Klasse 1

### Kleinere Turniere
- Japan Open 2019: Silber mit der Mannschaft in Klasse 1–3
- Slovenia Open 2019: Bronze in der Einzelklasse 1, Gold mit der Mannschaft in Klasse 1
- Spanish Open 2019: Bronze in der Einzelklasse 1, Bronze mit der Mannschaft in Klasse 1–2